# استارت‌آپ (واشینگتن)
استارت آپ (به انگلیسی: Startup) یک منطقهٔ مسکونی در ایالات متحده آمریکا است که در شهرستان اسنوهومیش، واشینگتن واقع شده‌است. استارت آپ ۱۰٫۳ کیلومتر مربع مساحت و ۶۷۶ نفر جمعیت دارد و ۴۵ متر بالاتر از سطح دریا واقع شده‌است.